# Piossasco
Piossasco (piemontesisch Piossasch) ist eine Gemeinde in der italienischen Metropolitanstadt Turin (TO), Region Piemont.

## Lage und Einwohner
Piossasco liegt 26 km südwestlich von Turin auf einer Höhe von 304 m über dem Meeresspiegel. Das Gemeindegebiet umfasst eine Fläche von 39 km² und hat 17.952 Einwohner (Stand 31. Dezember 2023). 
Die Nachbargemeinden sind Trana, Rivalta di Torino, Sangano, Bruino, Cumiana und Volvera. 

## Geschichte

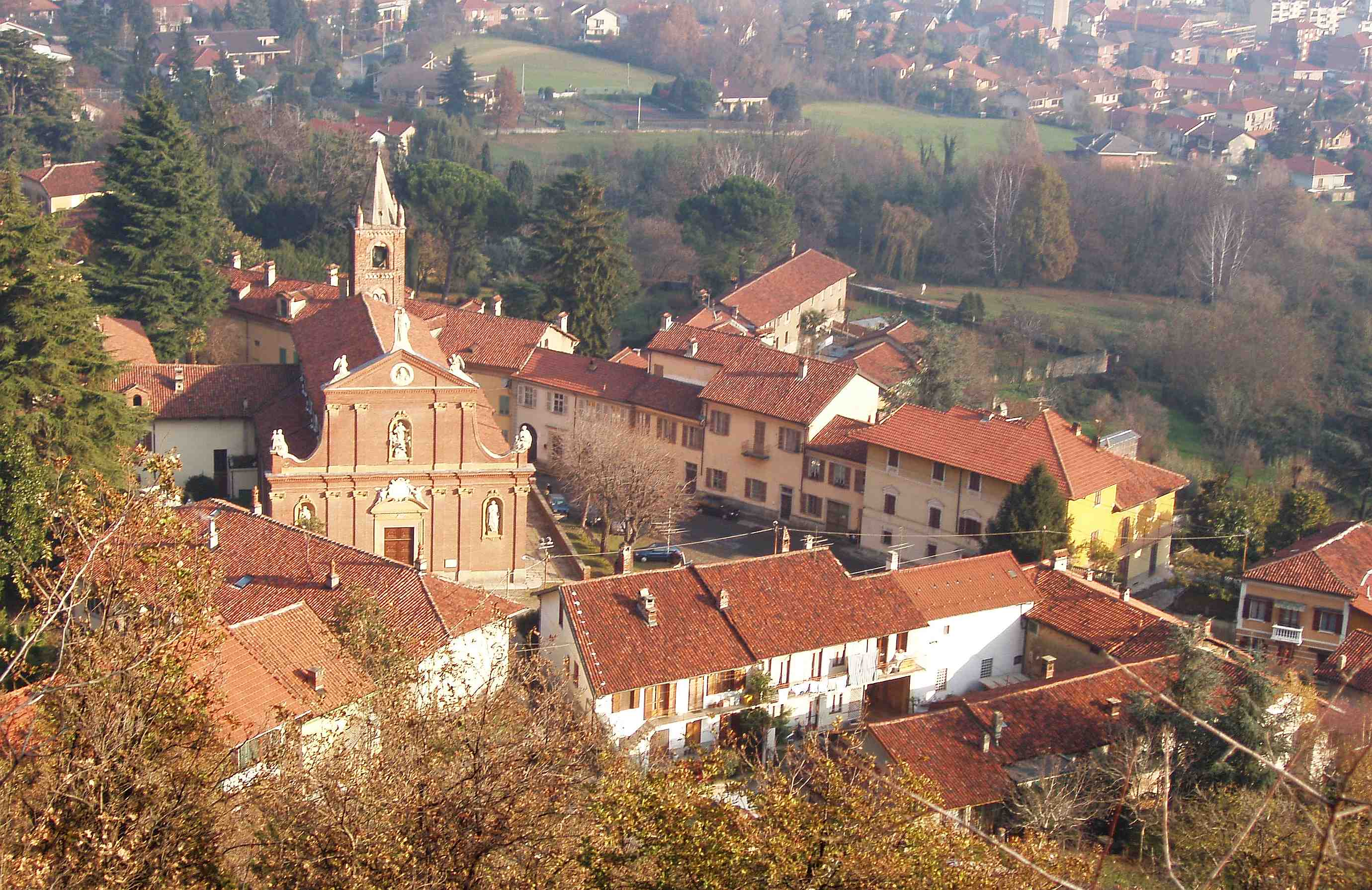
Die Fraktion San Vito

Archäologische Funde belegen, dass es in der Antike wahrscheinlich von den Römern bewohnt war und später von der Gräfin Adelheid von Susa der Abtei Santa Maria di Pinerolo geschenkt wurde. Seit 1122 war das alte Lehen im Besitz der Herren von Piossasco.

## Persönlichkeit
- Alessandro Cruto (* 18. März 1847 – † 15. Dezember 1908), in Piossasco geboren, war ein italienischer Erfinder und Unternehmer.

## Gemeindepartnerschaft
- Cran-Gevrier, seit 1991